# Peter Sendscheid
Peter Sendscheid (* 28. September 1965 in Bardenberg) ist ein ehemaliger deutscher Fußballspieler. Er spielte in der Bundesliga für den FC Schalke 04.

## Karriere
Sendscheid begann mit dem Fußballsport als Jugendspieler zunächst im Wohnort seiner Familie beim Verein Accordia Niederbardenberg. Von dort wechselte er gemeinsam mit seinem Bruder Axel zu Rhenania Richterich, ehe er 1985 zur Alemannia Aachen stieß. In der Saison 1986/87 konnte er hier seine ersten Spiele in der 2. Bundesliga absolvieren; gleich bei seinem zweiten Einsatz gelang dem Stürmer gegen Union Solingen sein erster Treffer. In seiner dritten Saison avancierte er am Tivoli zum Stammspieler und konnte in 36 Spielen 13 Tore erzielen. Allein beim 5:2-Sieg der Alemannia gegen Mainz 05 traf er dreimal. Dieses Spiel beobachtete der damalige Manager des FC Schalke 04, Helmut Kremers. Sendscheid erhielt einen Vertrag beim Ligakonkurrenten. Auch „auf Schalke“ gehörte er in der 2. Liga gleich zur Stammformation; doch trotz seiner 18 Tore in 38 Spielen mussten er und seine Mitspieler ein weiteres Jahr auf den Aufstieg warten.
In der Bundesliga absolvierte Sendscheid in der Saison 1991/92 35 Spiele, konnte aber nur sieben Tore erzielen. Nach einem Trainingsunfall in der Halle im Winter 1991/92, bei dem er sich das Knie verletzte, plagten ihn immer wieder Verletzungen. Trotz dreier Operationen heilte der Knorpelschaden nie aus. Sein letztes Spiel für Schalke machte er am 27. August 1994 gegen den Hamburger SV, er wurde in der 47. Minute ausgewechselt, für ihn kam Dieter Eckstein auf den Platz. „Mein linkes Knie war nach der Begegnung doppelt so dick wie das rechte. Es ging nicht mehr,“ sagte er 2007 im Rückblick. Mit 28 Jahren war seine Karriere beendet; im Februar 1995 stellte er einen Antrag auf Sportinvalidität. Nach einem dreiviertel Jahr Reha konnte er wenigstens als Hobbyspieler wieder auf den Rasen und schloss sich der Schalker Traditionsmannschaft an. Er studierte in Köln Betriebswirtschaft und arbeitete eine Zeitlang in der Marketing-Abteilung der Schalker. Anfang 2007 war er als Außendienstmitarbeiter eines Büroausstatters tätig.
In der so genannten Bunten Liga in Aachen, einer außerhalb des DFB organisierten Hobby-Fußball-Liga, sah man Peter Sendscheid schließlich seit Ende der 1990er wieder auf dem Fußballplatz, manchmal gemeinsam mit ehemaligen Profikollegen, mit dem Trikot von "Le Bistro bzw. MOTEX-Team".

## Profilaufbahn in Zahlen
| Saison  | Verein           | Land           | Liga          | Spiele | Tore |
| ------- | ---------------- | -------------- | ------------- | ------ | ---- |
| 1986/87 | Alemannia Aachen | BR Deutschland | 2. Bundesliga | 11     | 1    |
| 1987/88 | Alemannia Aachen | BR Deutschland | 2. Bundesliga | 17     | 3    |
| 1988/89 | Alemannia Aachen | BR Deutschland | 2. Bundesliga | 36     | 13   |
| 1989/90 | FC Schalke 04    | BR Deutschland | 2. Bundesliga | 38     | 18   |
| 1990/91 | FC Schalke 04    | Deutschland    | 2. Bundesliga | 31     | 10   |
| 1991/92 | FC Schalke 04    | Deutschland    | Bundesliga    | 35     | 7    |
| 1992/93 | FC Schalke 04    | Deutschland    | Bundesliga    | 23     | 6    |
| 1993/94 | FC Schalke 04    | Deutschland    | Bundesliga    | 19     | 5    |
| 1994/95 | FC Schalke 04    | Deutschland    | Bundesliga    | 3      | 0    |
| Gesamt  |                  |                |               | 213    | 63   |